# 0.0MHz
"0.0MHz"는 2019년에 개봉한 대한민국의 영화이다.

## 캐스팅
- 정은지 : 소희 역
- 이성열 : 상엽 역
- 최윤영 : 윤정 역
- 신주환 : 한석 역
- 정원창 : 태수 역
- 박명신 : 소희 모 역
- 남정희 : 소희 할머니 역
- 강태웅 : 상엽 형 역
- 황연희 : 무당 역
- 주민준 : 슈퍼 주인 역
- 정승필 : 카페 직원 역
- 김승희 : 형사 역
- 이상찬 : 교수 역
- 최현욱 : 방송국 PD 역 (목소리)
- 김효은 : 여고생 귀신 역
- 조지영 : 교통사고 귀신 / 무녀 역
- 이병수 : 리조트 알바생 역
- 오규택 : 리조트 지배인 역
- 한정윤 : 리조트 직원 1 역
- 남관효 : 리조트 직원 2 역
- 김진옥 : 청소 아줌마 역
- 한태규 : 응급실 담당의 역
- 김성우 : 응급실 의사 역
- 나소이 : 응급실 간호사 1 역
- 노혜영 : 응급실 간호사 2 역
- 이채린 : 응급실 환자 1 역
- 조용현 : 응급실 환자 2 역
- 박대희 : 영안실 직원 역
- 김하니 : 목맨 여자 역
- 이성훈 : 목맨 여자 부 역
- 김난희 : 목맨 여자 모 역
- 서진석 : 법사 역
- 김성채 : 악사 1 역
- 조승구 : 악사 2 역
- 정낙안 : 악사 3 역
- 윤영식 : 강의실 학생 1 역
- 양시열 : 강의실 학생 2 역
- 서우린 : 강의실 학생 3 역
- 김원식 : 강의실 학생 4 역
- 이태준 : 강의실 학생 5 역
- 이정수 : 강의실 학생 6 역
- 강성민 : 강의실 학생 7 역
- 최원 : 카페 점장 역

## 같이 보기
- 2019년 대한민국의 영화 목록